# VM i fodbold 2010 (mænd)
VM i fodbold 2010 eller FIFA World Cup 2010 var den 19. udgave af verdensmesterskabet i fodbold. Den fandt sted i Sydafrika i perioden 11. juni – 11. juli 2010 og blev vundet af Spanien, der vandt over Holland i finalen. Turneringen var kulminationen på en kvalifikationsproces, som startede i august 2007 og involverede 204 af FIFAs medlemslande.
Denne VM-slutrunde var den første nogensinde, der fandt sted på det afrikanske kontinent. Lodtrækningen til turneringens indledende gruppespil blev foretaget 4. december 2009 i Cape Town. Italien var de forsvarende mestre efter sejren over Frankrig i 2006.

## Valg af værtsnation
I forbindelse med udvælgelsen af værtsnation var det blevet besluttet af FIFA, at VM i 2010 skulle være i Afrika, som led i et roteringsprincip. Dette princip blev dog i opgivet i oktober 2007.
De fem lande som havde lagt billet ind på at afholde VM i fodbold 2010 var:
- Egypten
- Libyen /  Tunesien (delt værtsskab)
- Marokko
- Sydafrika

Den 15. maj 2004 stemte en FIFA-komité om, hvem der skulle afholde turneringen. Inden afstemningen havde Tunesien og Libyen trukket deres kandidatur. Resultatet blev præsenteret af præsidenten Sepp Blatter ved en pressekonference i Zürich og betød at Sydafrika blev tildelt værtskabet.
| Afstemningsresultatet | Afstemningsresultatet |
| Land                  | Stemmer               |
| --------------------- | --------------------- |
| Sydafrika             | 14                    |
| Marokko               | 10                    |
| Egypten               | 0                     |

## Kvalifikation
Kvalifikationen til VM-slutrunden begyndte 25. august 2007 og blev afsluttet den 18. november 2009. Foruden Sydafrika blev der fundet 31 deltagerhold. Fordelingen af disse hold skete i første omgang på zoner, så UEFA (Europa) fik 13 repræsentanter, CAF (Afrika) fik 5 repræsentanter, AFC (Asien) og CONMEBOL (Sydamerika) fik hver 4 eller 5 repræsentanter, CONCACAF (Nord- og Centralamerika samt Caribien) fik 3 eller 4 repræsentanter og OFC fik 0 eller 1 repræsentant. Herefter afgjordes de sidste pladser i nogle interkontinentale playoff-kampe. 204 hold deltog i kvalifikationsprocessen, halvdelen røg ud.
Kvalificerede hold
Følgende landshold er sikret deltagelse ved VM i fodbold 2010:
| CAF - Elfenbenskysten - Ghana - Sydafrika - Cameroun - Algeriet - Nigeria AFC - Australien - Japan - Nordkorea - Sydkorea CONMEBOL - Uruguay - Argentina - Brasilien - Chile - Paraguay | UEFA - Danmark - England - Holland - Italien - Schweiz - Serbien - Slovakiet - Spanien - Tyskland - Grækenland - Slovenien - Portugal - Frankrig CONCACAF - Honduras - Mexico - USA OFC - New Zealand |

## Stadioner
| Johannesburg               | Durban                | Cape Town            | Johannesburg       | Pretoria                |
| -------------------------- | --------------------- | -------------------- | ------------------ | ----------------------- |
| Soccer City                | Moses Mabhida Stadium | Cape Town Stadium    | Ellis Park Stadium | Loftus Versfeld Stadium |
| Kapacitet: 94.700          | Kapacitet: 70.000     | Kapacitet: 69.070    | Kapacitet: 62.567  | Kapacitet: 51.760       |
|                            |                       |                      |                    |                         |
| Port Elizabeth             | Bloemfontein          | Polokwane            | Nelspruit          | Rustenburg              |
| Nelson Mandela Bay Stadium | Free State Stadium    | Peter Mokaba Stadium | Mbombela Stadium   | Royal Bafokeng Stadium  |
| Kapacitet: 48.000          | Kapacitet: 48.070     | Kapacitet: 46.000    | Kapacitet: 44.000  | Kapacitet: 42.000       |
|                            |                       |                      |                    |                         |

## Indledende runde

### Gruppe A
| Plac. | Hold      | K | V | U | T | Mål | Mål | Mål | Point |
| ----- | --------- | - | - | - | - | --- | --- | --- | ----- |
| 1.    | Uruguay   | 3 | 2 | 1 | 0 | 4   | -   | 0   | 7     |
| 2.    | Mexico    | 3 | 1 | 1 | 1 | 3   | -   | 2   | 4     |
| 3.    | Sydafrika | 3 | 1 | 1 | 1 | 3   | -   | 5   | 4     |
| 4.    | Frankrig  | 3 | 0 | 1 | 2 | 1   | -   | 4   | 1     |

| 11. juni |

| Sydafrika | 1–1 | Mexico |
| --------- | --- | ------ |
|           |     |        |

| Soccer City, Johannesburg |

| 11. juni |

| Uruguay | 0–0 | Frankrig |
| ------- | --- | -------- |
|         |     |          |

| Cape Town Stadium, Cape Town |

| 16. juni |

| Sydafrika | 0–3 | Uruguay |
| --------- | --- | ------- |
|           |     |         |

| Loftus Versfeld Stadium, Pretoria |

| 17. juni |

| Frankrig | 0–2 | Mexico |
| -------- | --- | ------ |
|          |     |        |

| Peter Mokaba Stadium, Polokwane |

| 22. juni |

| Mexico | 0–1 | Uruguay |
| ------ | --- | ------- |
|        |     |         |

| Royal Bafokeng Stadium, Rustenburg |

| 22. juni |

| Frankrig | 1–2 | Sydafrika |
| -------- | --- | --------- |
|          |     |           |

| Free State Stadium, Bloemfontein |

### Gruppe B
| Plac. | Hold       | K | V | U | T | Mål | Mål | Mål | Point |
| ----- | ---------- | - | - | - | - | --- | --- | --- | ----- |
| 1.    | Argentina  | 3 | 3 | 0 | 0 | 7   | -   | 1   | 9     |
| 2.    | Sydkorea   | 3 | 1 | 1 | 1 | 5   | -   | 6   | 4     |
| 3.    | Grækenland | 3 | 1 | 0 | 2 | 2   | -   | 5   | 3     |
| 4.    | Nigeria    | 3 | 0 | 1 | 2 | 3   | -   | 5   | 1     |

| 12. juni |

| Sydkorea | 2–0 | Grækenland |
| -------- | --- | ---------- |
|          |     |            |

| Nelson Mandela Bay Stadium, Port Elizabeth |

| 12. juni |

| Argentina | 1–0 | Nigeria |
| --------- | --- | ------- |
|           |     |         |

| Ellis Park Stadium, Johannesburg |

| 17. juni |

| Argentina | 4–1 | Sydkorea |
| --------- | --- | -------- |
|           |     |          |

| Soccer City, Johannesburg |

| 17. juni |

| Grækenland | 2–1 | Nigeria |
| ---------- | --- | ------- |
|            |     |         |

| Free State Stadium, Bloemfontein |

| 22. juni |

| Nigeria | 2–2 | Sydkorea |
| ------- | --- | -------- |
|         |     |          |

| Moses Mabhida Stadium, Durban |

| 22. juni |

| Grækenland | 0–2 | Argentina |
| ---------- | --- | --------- |
|            |     |           |

| Peter Mokaba Stadium, Polokwane |

### Gruppe C
| Plac. | Hold      | K | V | U | T | Mål | Mål | Mål | Point |
| ----- | --------- | - | - | - | - | --- | --- | --- | ----- |
| 1.    | USA       | 3 | 1 | 2 | 0 | 4   | -   | 3   | 5     |
| 2.    | England   | 3 | 1 | 2 | 0 | 2   | -   | 1   | 5     |
| 3.    | Slovenien | 3 | 1 | 1 | 1 | 3   | -   | 3   | 4     |
| 4.    | Algeriet  | 3 | 0 | 1 | 2 | 0   | -   | 2   | 1     |

| 12. juni |

| England | 1–1 | USA |
| ------- | --- | --- |
|         |     |     |

| Royal Bafokeng Stadium, Rustenburg |

| 13. juni |

| Algeriet | 0–1 | Slovenien |
| -------- | --- | --------- |
|          |     |           |

| Peter Mokaba Stadium, Polokwane |

| 18. juni |

| Slovenien | 2–2 | USA |
| --------- | --- | --- |
|           |     |     |

| Ellis Park Stadium, Johannesburg |

| 18. juni |

| England | 0–0 | Algeriet |
| ------- | --- | -------- |
|         |     |          |

| Cape Town Stadium, Cape Town |

| 23. juni |

| Slovenien | 0–1 | England |
| --------- | --- | ------- |
|           |     |         |

| Nelson Mandela Bay Stadium, Port Elizabeth |

| 23. juni |

| USA | 1–0 | Algeriet |
| --- | --- | -------- |
|     |     |          |

| Loftus Versfeld Stadium, Pretoria |

### Gruppe D
| Plac. | Hold       | K | V | U | T | Mål | Mål | Mål | Point |
| ----- | ---------- | - | - | - | - | --- | --- | --- | ----- |
| 1.    | Tyskland   | 3 | 2 | 0 | 1 | 5   | -   | 1   | 6     |
| 2.    | Ghana      | 3 | 1 | 1 | 1 | 2   | -   | 2   | 4     |
| 3.    | Australien | 3 | 1 | 1 | 1 | 3   | -   | 6   | 4     |
| 4.    | Serbien    | 3 | 1 | 0 | 2 | 2   | -   | 3   | 3     |

| 13. juni |

| Serbien | 0–1 | Ghana |
| ------- | --- | ----- |
|         |     |       |

| Loftus Versfeld Stadium, Pretoria |

| 13. juni |

| Tyskland | 4–0 | Australien |
| -------- | --- | ---------- |
|          |     |            |

| Moses Mabhida Stadium, Durban |

| 18. juni |

| Tyskland | 0–1 | Serbien |
| -------- | --- | ------- |
|          |     |         |

| Nelson Mandela Bay Stadium, Port Elizabeth |

| 19. juni |

| Ghana | 1–1 | Australien |
| ----- | --- | ---------- |
|       |     |            |

| Royal Bafokeng Stadium, Rustenburg |

| 23. juni |

| Ghana | 0-1 | Tyskland |
| ----- | --- | -------- |
|       |     |          |

| Soccer City, Johannesburg |

| 23. juni |

| Australien | 2-1 | Serbien |
| ---------- | --- | ------- |
|            |     |         |

| Mbombela Stadium, Nelspruit |

### Gruppe E
| Plac. | Hold     | K | V | U | T | Mål | Mål | Mål | Point |
| ----- | -------- | - | - | - | - | --- | --- | --- | ----- |
| 1.    | Holland  | 3 | 3 | 0 | 0 | 5   | -   | 1   | 9     |
| 2.    | Japan    | 3 | 2 | 0 | 1 | 4   | -   | 2   | 6     |
| 3.    | Danmark  | 3 | 1 | 0 | 2 | 3   | -   | 6   | 3     |
| 4.    | Cameroun | 3 | 0 | 0 | 3 | 2   | -   | 5   | 0     |

| 14. juni |

| Holland | 2-0 | Danmark |
| ------- | --- | ------- |
|         |     |         |

| Soccer City, Johannesburg |

| 14. juni |

| Japan | 1–0 | Cameroun |
| ----- | --- | -------- |
|       |     |          |

| Free State Stadium, Bloemfontein |

| 19. juni |

| Holland | 1–0 | Japan |
| ------- | --- | ----- |
|         |     |       |

| Moses Mabhida Stadium, Durban |

| 19. juni |

| Cameroun | 1–2 | Danmark |
| -------- | --- | ------- |
|          |     |         |

| Loftus Versfeld Stadium, Pretoria |

| 24. juni |

| Danmark | 1-3 | Japan |
| ------- | --- | ----- |
|         |     |       |

| Royal Bafokeng Stadium, Rustenburg |

| 24. juni |

| Cameroun | 1-2 | Holland |
| -------- | --- | ------- |
|          |     |         |

| Cape Town Stadium, Cape Town |

### Gruppe F
| Plac. | Hold        | K | V | U | T | Mål | Mål | Mål | Point |
| ----- | ----------- | - | - | - | - | --- | --- | --- | ----- |
| 1.    | Paraguay    | 3 | 1 | 2 | 0 | 3   | -   | 1   | 5     |
| 2.    | Slovakiet   | 3 | 1 | 1 | 1 | 4   | -   | 5   | 4     |
| 3.    | New Zealand | 3 | 0 | 3 | 0 | 2   | -   | 2   | 3     |
| 4.    | Italien     | 3 | 0 | 2 | 1 | 4   | -   | 5   | 2     |

| 14. juni |

| Italien | 1–1 | Paraguay |
| ------- | --- | -------- |
|         |     |          |

| Cape Town Stadium, Cape Town |

| 15. juni |

| New Zealand | 1–1 | Slovakiet |
| ----------- | --- | --------- |
|             |     |           |

| Royal Bafokeng Stadium, Rustenburg |

| 20. juni |

| Slovakiet | 0–2 | Paraguay |
| --------- | --- | -------- |
|           |     |          |

| Free State Stadium, Bloemfontein |

| 20. juni |

| Italien | 1–1 | New Zealand |
| ------- | --- | ----------- |
|         |     |             |

| Mbombela Stadium, Nelspruit |

| 24. juni |

| Slovakiet | 3–2 | Italien |
| --------- | --- | ------- |
|           |     |         |

| Ellis Park Stadium, Johannesburg |

| 24. juni |

| Paraguay | 0–0 | New Zealand |
| -------- | --- | ----------- |
|          |     |             |

| Peter Mokaba Stadium, Polokwane |

### Gruppe G
| Plac. | Hold            | K | V | U | T | Mål | Mål | Mål | Point |
| ----- | --------------- | - | - | - | - | --- | --- | --- | ----- |
| 1.    | Brasilien       | 3 | 2 | 1 | 0 | 5   | -   | 2   | 7     |
| 2.    | Portugal        | 3 | 1 | 2 | 0 | 7   | -   | 0   | 5     |
| 3.    | Elfenbenskysten | 3 | 1 | 1 | 1 | 4   | -   | 3   | 4     |
| 4.    | Nordkorea       | 3 | 0 | 0 | 3 | 1   | -   | 12  | 0     |

| 15. juni |

| Elfenbenskysten | 0–0 | Portugal |
| --------------- | --- | -------- |
|                 |     |          |

| Nelson Mandela Bay Stadium, Port Elizabeth |

| 15. juni |

| Brasilien | 2–1 | Nordkorea |
| --------- | --- | --------- |
|           |     |           |

| Ellis Park Stadium, Johannesburg |

| 20. juni |

| Brasilien | 3–1 | Elfenbenskysten |
| --------- | --- | --------------- |
|           |     |                 |

| Soccer City, Johannesburg |

| 21. juni |

| Portugal | 7–0 | Nordkorea |
| -------- | --- | --------- |
|          |     |           |

| Cape Town Stadium, Cape Town |

| 25. juni |

| Portugal | 0–0 | Brasilien |
| -------- | --- | --------- |
|          |     |           |

| Moses Mabhida Stadium, Durban |

| 25. juni |

| Nordkorea | 0–3 | Elfenbenskysten |
| --------- | --- | --------------- |
|           |     |                 |

| Mbombela Stadium, Nelspruit |

### Gruppe H
| Plac. | Hold     | K | V | U | T | Mål | Mål | Mål | Point |
| ----- | -------- | - | - | - | - | --- | --- | --- | ----- |
| 1.    | Spanien  | 3 | 2 | 0 | 1 | 4   | -   | 2   | 6     |
| 2.    | Chile    | 3 | 2 | 0 | 1 | 3   | -   | 2   | 6     |
| 3.    | Schweiz  | 3 | 1 | 1 | 1 | 1   | -   | 1   | 4     |
| 4.    | Honduras | 3 | 0 | 1 | 2 | 0   | -   | 3   | 1     |

| 16. juni |

| Honduras | 0–1 | Chile |
| -------- | --- | ----- |
|          |     |       |

| Mbombela Stadium, Nelspruit |

| 16. juni |

| Spanien | 0–1 | Schweiz |
| ------- | --- | ------- |
|         |     |         |

| Moses Mabhida Stadium, Durban |

| 21. juni |

| Chile | 1–0 | Schweiz |
| ----- | --- | ------- |
|       |     |         |

| Nelson Mandela Bay Stadium, Port Elizabeth |

| 21. juni |

| Spanien | 2–0 | Honduras |
| ------- | --- | -------- |
|         |     |          |

| Ellis Park Stadium, Johannesburg |

| 25. juni |

| Chile | 1–2 | Spanien |
| ----- | --- | ------- |
|       |     |         |

| Loftus Versfeld Stadium, Pretoria |

| 25. juni |

| Schweiz | 0–0 | Honduras |
| ------- | --- | -------- |
|         |     |          |

| Free State Stadium, Bloemfontein |

## Slutspil
|  | Ottendedelsfinaler        | Ottendedelsfinaler       |                         |      | Kvartfinaler | Kvartfinaler |                           |                           | Semifinaler | Semifinaler |  |  | Finale | Finale |
|  |                           |                          |                         |      |              |              |                           |                           |             |             |  |  |        |        |
|  | 26. juni – Port Elizabeth |                          |                         |      |              |              |                           |                           |             |             |  |  |        |        |
|  |                           |                          |                         |      |              |              |                           |                           |             |             |  |  |        |        |
|  | Uruguay                   | 2                        |                         |      |              |              |                           |                           |             |             |  |  |        |        |
|  | Uruguay                   | 2                        | 2. juli – Johannesburg  |      |              |              |                           |                           |             |             |  |  |        |        |
|  | Sydkorea                  | 1                        |                         |      |              |              |                           |                           |             |             |  |  |        |        |
|  | Sydkorea                  | 1                        | Uruguay                 | 1(4) |              |              |                           |                           |             |             |  |  |        |        |
|  | 26. juni – Rustenburg     |                          | Uruguay                 | 1(4) |              |              |                           |                           |             |             |  |  |        |        |
|  |                           | Ghana                    | 1(2)                    |      |              |              |                           |                           |             |             |  |  |        |        |
|  | USA                       | Ghana                    | 1(2)                    | 1    |              |              |                           |                           |             |             |  |  |        |        |
|  | USA                       |                          | 6. juli – Cape Town     | 1    |              |              |                           |                           |             |             |  |  |        |        |
|  | Ghana                     | 2                        |                         |      |              |              |                           |                           |             |             |  |  |        |        |
|  | Ghana                     | 2                        | Uruguay                 | 2    |              |              |                           |                           |             |             |  |  |        |        |
|  | 28. juni – Durban         |                          | Uruguay                 | 2    |              |              |                           |                           |             |             |  |  |        |        |
|  |                           | Holland                  | 3                       |      |              |              |                           |                           |             |             |  |  |        |        |
|  | Holland                   | Holland                  | 3                       | 2    |              |              |                           |                           |             |             |  |  |        |        |
|  | Holland                   | 2. juli – Port Elizabeth |                         | 2    |              |              |                           |                           |             |             |  |  |        |        |
|  | Slovakiet                 | 1                        |                         |      |              |              |                           |                           |             |             |  |  |        |        |
|  | Slovakiet                 | 1                        | Holland                 | 2    |              |              |                           |                           |             |             |  |  |        |        |
|  | 28. juni – Johannesburg   |                          | Holland                 | 2    |              |              |                           |                           |             |             |  |  |        |        |
|  |                           | Brasilien                | 1                       |      |              |              |                           |                           |             |             |  |  |        |        |
|  | Brasilien                 | Brasilien                | 1                       | 3    |              |              |                           |                           |             |             |  |  |        |        |
|  | Brasilien                 |                          | 11. juli – Johannesburg | 3    |              |              |                           |                           |             |             |  |  |        |        |
|  | Chile                     | 0                        |                         |      |              |              |                           |                           |             |             |  |  |        |        |
|  | Chile                     | 0                        | Holland                 | 0    |              |              |                           |                           |             |             |  |  |        |        |
|  | 27. juni – Johannesburg   |                          | Holland                 | 0    |              |              |                           |                           |             |             |  |  |        |        |
|  |                           | Spanien                  | 1                       |      |              |              |                           |                           |             |             |  |  |        |        |
|  | Argentina                 | Spanien                  | 1                       | 3    |              |              |                           |                           |             |             |  |  |        |        |
|  | Argentina                 | 3. juli – Cape Town      |                         | 3    |              |              |                           |                           |             |             |  |  |        |        |
|  | Mexico                    | 1                        |                         |      |              |              |                           |                           |             |             |  |  |        |        |
|  | Mexico                    | 1                        | Argentina               | 0    |              |              |                           |                           |             |             |  |  |        |        |
|  | 27. juni – Bloemfontein   |                          | Argentina               | 0    |              |              |                           |                           |             |             |  |  |        |        |
|  |                           | Tyskland                 | 4                       |      |              |              |                           |                           |             |             |  |  |        |        |
|  | Tyskland                  | Tyskland                 | 4                       | 4    |              |              |                           |                           |             |             |  |  |        |        |
|  | Tyskland                  |                          | 7. juli – Durban        | 4    |              |              |                           |                           |             |             |  |  |        |        |
|  | England                   | 1                        |                         |      |              |              |                           |                           |             |             |  |  |        |        |
|  | England                   | 1                        | Tyskland                | 0    |              |              |                           |                           |             |             |  |  |        |        |
|  | 29. juni – Pretoria       |                          | Tyskland                | 0    |              |              |                           |                           |             |             |  |  |        |        |
|  |                           | Spanien                  | 1                       |      | Tredjeplads  | Tredjeplads  |                           |                           |             |             |  |  |        |        |
|  | Paraguay                  | Spanien                  | 1                       | 0(5) | Tredjeplads  | Tredjeplads  |                           |                           |             |             |  |  |        |        |
|  | Paraguay                  | 3. juli – Johannesburg   | 3. juli – Johannesburg  | 0(5) |              |              | 10. juli – Port Elizabeth | 10. juli – Port Elizabeth |             |             |  |  |        |        |
|  | Japan                     | 3. juli – Johannesburg   | 3. juli – Johannesburg  | 0(3) |              |              | 10. juli – Port Elizabeth | 10. juli – Port Elizabeth |             |             |  |  |        |        |
|  | Japan                     | Paraguay                 | 0                       | 0(3) | Uruguay      | 2            |                           |                           |             |             |  |  |        |        |
|  | 29. juni – Cape Town      | Paraguay                 | 0                       |      | Uruguay      | 2            |                           |                           |             |             |  |  |        |        |
|  |                           | Spanien                  | 1                       |      | Tyskland     | 3            |                           |                           |             |             |  |  |        |        |
|  | Spanien                   | Spanien                  | 1                       | 1    | Tyskland     | 3            |                           |                           |             |             |  |  |        |        |
|  | Spanien                   |                          |                         | 1    |              |              |                           |                           |             |             |  |  |        |        |
|  | Portugal                  | 0                        |                         |      |              |              |                           |                           |             |             |  |  |        |        |
|  | Portugal                  | 0                        |                         |      |              |              |                           |                           |             |             |  |  |        |        |

### Ottendedelsfinaler
| 26. juni 2010 16:00 |

| Uruguay       | 2–1     | Sydkorea         |
| ------------- | ------- | ---------------- |
| Suárez 8' 81' | Rapport | Chung-Yong 68' · |

| Nelson Mandela Bay Stadium, Port Elizabeth Tilskuere: 30.597 Dommer: Wolfgang Stark (Tyskland) |

| 26. juni 2010 20:30 |

| USA                   | 1–2 (e.f.s.) | Ghana                   |
| --------------------- | ------------ | ----------------------- |
| Donovan 62' (straffe) | Rapport      | Boateng 5' · Gyan 93' · |

| Royal Bafokeng Stadium, Rustenburg Tilskuere: 34.976 Dommer: Viktor Kassai (Ungarn) |

| 27. juni 2010 16:00 |

| Tyskland                                  | 4–1     | England     |
| ----------------------------------------- | ------- | ----------- |
| Klose 20' · Podolski 32' · Müller 67' 70' | Rapport | Upson 37' · |

| Free State Stadium, Bloemfontein Tilskuere: 40.510 Dommer: Jorge Larrionda (Uruguay) |

| 27. juni 2010 20:30 |

| Argentina                   | 3–1     | Mexico          |
| --------------------------- | ------- | --------------- |
| Tévez 26' 52' · Higuaín 33' | Rapport | Hernández 71' · |

| Soccer City, Johannesburg Tilskuere: 84.377 Dommer: Roberto Rosetti (Italien) |

| 28. juni 2010 16:00 |

| Holland                   | 2–1     | Slovakiet                |
| ------------------------- | ------- | ------------------------ |
| Robben 18' · Sneijder 84' | Rapport | Vittek 90+4' (straffe) · |

| Moses Mabhida Stadium, Durban Tilskuere: 61.962 Dommer: Alberto Undiano Mallenco (Spanien) |

| 28. juni 2010 20:30 |

| Brasilien                            | 3–0     | Chile |
| ------------------------------------ | ------- | ----- |
| Juan 34' · Fabiano 38' · Robinho 59' | Rapport |       |

| Ellis Park Stadium, Johannesburg Tilskuere: 54.096 Dommer: Howard Webb (England) |

| 29. juni 2010 16:00 |

| Paraguay | 0–0 (e.f.s.) | Japan |
| -------- | ------------ | ----- |
|          | Rapport      |       |

| Loftus Versfeld Stadium, Pretoria Tilskuere: 36.742 Dommer: Frank De Bleeckere (Belgien) |

|                                        |     | Straffesparkskonkurrence |  |
| Barreto Barrios Riveros Valdez Cardozo | 5–3 | Endō Hasebe Komano Honda |  |

| 29. juni 2010 20:30 |

| Spanien   | 1–0     | Portugal |
| --------- | ------- | -------- |
| Villa 63' | Rapport |          |

| Cape Town Stadium, Kapstaden Tilskuere: 62.955 Dommer: Héctor Baldassi (Argentina) |

### Kvartfinaler
| 2. juli 2010 16:00 |

| Holland           | 2–1     | Brasilien     |
| ----------------- | ------- | ------------- |
| Sneijder 53', 68' | Rapport | Robinho 10' · |

| Nelson Mandela Bay Stadium, Port Elizabeth Tilskuere: 40.186 Dommer: Yuichi Nishimura (Japan) |

| 2. juli 2010 20:30 |

| Uruguay    | 1-1 (e.f.s.) | Ghana           |
| ---------- | ------------ | --------------- |
| Forlán 55' | Rapport      | Muntari 45+2' · |

| Soccer City, Johannesburg Tilskuere: 84.017 Dommer: Olegário Benquerença (Portugal) |

|                                       |     | Straffesparkskonkurrence   |  |
| Forlán Victorino Scotti Pereira Abreu | 4–2 | Gyan Appiah Mensah Adiyiah |  |

| 3. juli 2010 16:00 |

| Argentina | 0-4     | Tyskland                                     |
| --------- | ------- | -------------------------------------------- |
|           | Rapport | Müller 3' · Klose 68', 89' · Friedrich 74' · |

| Cape Town Stadium, Kapstaden Tilskuere: 64.100 Dommer: Ravshan Irmatov (Usbekistan) |

| 3. juli 2010 20:30 |

| Paraguay | 0-1     | Spanien     |
| -------- | ------- | ----------- |
|          | Rapport | Villa 83' · |

| Ellis Park Stadium, Johannesburg Tilskuere: 55.686 Dommer: Carlos Batres (Guatemala) |

### Semifinaler
| 6. juli 2010 20:30 |

| Uruguay                       | 2-3     | Holland                                           |
| ----------------------------- | ------- | ------------------------------------------------- |
| Forlán 41' · M. Pereira 90+2' | Rapport | van Bronckhorst 18' · Sneijder 70' · Robben 73' · |

| Cape Town Stadium, Kapstaden Tilskuere: 62.479 Dommer: Ravshan Irmatov (Usbekistan) |

| 7. juli 2010 20:30 |

| Tyskland | 0-1     | Spanien     |
| -------- | ------- | ----------- |
|          | Rapport | Puyol 73' · |

| Moses Mabhida Stadium, Durban Dommer: Viktor Kassai (Ungarn) |

### Tredjeplads
| 10. juli 2010 20:30 |

| Uruguay                 | 2-3     | Tyskland                                |
| ----------------------- | ------- | --------------------------------------- |
| Cavani 28' · Forlán 51' | Rapport | Müller 19' · Jansen 56' · Khedira 82' · |

| Nelson Mandela Bay Stadium, Port Elizabeth Tilskuere: 36.254 Dommer: Benito Archundia (Mexico) |

### Finale
| 11. juli 2010 20:30 |

| Holland | 0-1 (e.f.s.) | Spanien        |
| ------- | ------------ | -------------- |
|         | Rapport      | Iniesta 116' · |

| Soccer City, Johannesburg Tilskuere: 84.490 Dommer: Howard Webb (England) |

## Topscorere
5 mål
| - Thomas Müller (TYS) - Wesley Sneijder (HOL) | - David Villa (SPA) | - Diego Forlán (URU) |

4 mål
| - Gonzalo Higuaín (ARG) | - Miroslav Klose (TYS) | - Róbert Vittek (SVK) |  |

3 mål
| - Luís Fabiano (BRA) - Asamoah Gyan (GHA) | - Landon Donovan (USA) | - Luis Suárez (URU) |

2 mål
| - Carlos Tevez (ARG) - Brett Holman (AUS) - Elano (BRA) - Robinho (BRA) - Samuel Eto'o (CMR) | - Lukas Podolski (TYS) - Keisuke Honda (JPN) - Lee Chung-Yong (KOR) - Lee Jung-Soo (KOR) - Javier Hernández (MEX) | - Arjen Robben (HOL) - Kalu Uche (NGA) - Tiago (POR) - Andrés Iniesta (SPA) |

Selvmål
- Simon Poulsen (DAN) (mod Holland)
- Park Chu-Young (KOR) (mod Argentina)

## Mediedækning

### Danmark
På dansk tv blev kampene fra VM i fodbold 2010 vist på flere af DRs kanaler, TV2 og Canal 9

## Dommere
| Konføderation | Dommer                   | Assistenter                                      |
| ------------- | ------------------------ | ------------------------------------------------ |
| AFC           | Khalil Al Ghamdi         | Hassan Kamranifar Saleh Al Marzouqi              |
| AFC           | Ravshan Irmatov          | Rafael Ilyasov Bahadyr Kochkarov                 |
| AFC           | Subkhiddin Mohd Salleh   | Mu Yuxin Jeffrey Goh Gek Pheng                   |
| AFC           | Yuichi Nishimura         | Toru Sagara Jeong Hae-sang                       |
| CAF           | Koman Coulibaly          | Redouane Achik Inácio Manuel Cândido             |
| CAF           | Jerome Damon             | Célestin Ntagungira Enock Molefe                 |
| CAF           | Eddy Maillet             | Evarist Menkouande Bechir Hassani                |
| CONCACAF      | Joel Aguilar             | William Torres Juan Zumba                        |
| CONCACAF      | Benito Archundia         | Héctor Vergara Marvin Cesar Torrentera Rivera    |
| CONCACAF      | Carlos Batres            | Leonel Leal Carlos Pastrana                      |
| CONCACAF      | Marco Antonio Rodríguez  | José Luis Camargo Callado Alberto Morín Mendez   |
| CONMEBOL      | Héctor Baldassi          | Ricardo Casas Hernán Maidana                     |
| CONMEBOL      | Jorge Larrionda          | Pablo Fandiño Mauricio Espinosa                  |
| CONMEBOL      | Pablo Pozo               | Patricio Basualto Francisco Mondria              |
| CONMEBOL      | Óscar Ruiz               | Abraham González Humberto Clavijo                |
| CONMEBOL      | Carlos Eugênio Simon     | Altemir Hausmann Roberto Braatz                  |
| CONMEBOL      | Martín Vázquez           | Carlos Pastorino Miguel Nievas                   |
| OFC           | Michael Hester           | Jan-Hendrik Hintz Tevita Makasini                |
| OFC           | Peter O'Leary            | Brent Best Matthew Taro                          |
| UEFA          | Olegário Benquerença     | José Manuel Silva Cardinal Bertino Miranda       |
| UEFA          | Massimo Busacca          | Matthias Arnet Francesco Buragina                |
| UEFA          | Frank De Bleeckere       | Peter Hermans Walter Vromans                     |
| UEFA          | Martin Hansson           | Henrik Andrén Stefan Wittberg                    |
| UEFA          | Viktor Kassai            | Gábor Erős Tibor Vámos                           |
| UEFA          | Stéphane Lannoy          | Eric Dansault Laurent Ugo                        |
| UEFA          | Roberto Rosetti          | Paolo Calcagno Stefano Ayroldi                   |
| UEFA          | Wolfgang Stark           | Jan-Hendrik Salver Mike Pickel                   |
| UEFA          | Alberto Undiano Mallenco | Fermín Martínez Ibánez Juan Carlos Yuste Jiménez |
| UEFA          | Howard Webb              | Darren Cann Mike Mullarkey                       |